# Дамгалы
Дамгалы (азерб. Damğalı) — село в Кёлатагском сельском административно-территориальном округе Агдеринского района Азербайджана.

## Этимология
Этнотопоним. Считается, что название связано с племенем дамгалы, принимавшим участие в монгольских походах в XIII веке, а затем осевшего на территории Азербайджана.

## География
Село Дамгалы входит в состав Кёлатагского сельского административно-территориального округа Агдеринского района, при этом в состав этого сельского административно-территориального округа входит также и село Кёлатаг, которое является центром этого сельского административно-территориального округа.
Село расположено в предгорьях в долине реки Хачынчай, на высоте 950 метров в 51 км от райцентра Агдере и в 40 км от города Ханкенди. Имеет площадь 466,51 га, из них 279,32 га сельскохозяйственные угодья и 142,82 га лесные угодья. Приток реки Тертер протекает через окрестную зону села.

## История
Епископ Армянской Апостольской церкви Макар Бархударянц описывает это село:
— «Село основано на левом берегу реки Хачен у села Колатак. Жители переселились сюда из села Магавуза, Сюника, земля монастырская (удивительно, уже бекская), посевы там те же, пейзажи удушающие, воздух и климат суровые. Долгая жизнь 70 лет. Церковь в селе Колатак, священник родом из Цмакаох. Дымов 22, жителей 202, из них 100 мужчин и 102 женщины».
В советское время на 1 января 1977 года село Дамгалы входило в состав Колатагского сельсовета Мардакертского района Нагорно-Карабахской автономной области (НКАО) Азербайджанской ССР.
2 сентября 1991 года на совместной сессии Нагорно-Карабахского областного и Шаумяновского районного Советов народных депутатов была принята Декларация о провозглашении Нагорно-Карабахской Республики в границах Нагорно-Карабахской автономной области (НКАО) и сопредельного Шаумяновского района Азербайджанской ССР. 26 ноября 1991 года Верховный Совет Азербайджанский Республики принял закон «Об упразднении Нагорно-Карабахской автономной области Азербайджанской Республики». В этом законе помимо упразднения Нагорно-Карабахской Автономной Области (НКАО), было постановлено в том числе также и переименование города Мардакерт в Агдере и Мардакертского района в Агдеринский.
Решением Милли Меджлиса Азербайджанской Республики № 327 от 13 октября 1992 года, Агдеринский район был упразднён, а село Дамгалы было передано в административную структуру Кельбаджарского района.
Во время первой Карабахской войны погиб 1 человек из села, по итогам войны село в начале 1990-х годов попало под контроль непризнанной Нагорно-Карабахской Республики (НКР). Согласно административно-территориальному делению непризнанной республики, село располагалось в Мартакертском районе НКР и называлось Тблду. На карабахском диалекте армянского языка слово «тблду» (арм. թբլղու) означает разновидность кустарника, из веток которого вяжут веник.
Согласно Трёхстороннему Заявлению в ночь с 9 по 10 ноября 2020 года, подписанному по итогам Второй Карабахской войны, село перешло под контроль Российских миротворческих сил.
По итогам боевых действий в сентябре 2023 года Дамгалы вернулся под контроль Азербайджана.
27 декабря 2023 года Агдеринский район был восстановлен в прежних границах и Кёлатагский сельский административно-территориальный округ вместе с входящим в него селом Дамгалы вошёл в состав этого района. В настоящее время село Дамгалы входит в состав Кёлатагского сельского административно-территориального округа Агдеринского района Азербайджана.

## Памятники истории и культуры
Объекты исторического наследия в селе и вокруг него включают крепость Агуен XII—XIII веков (арм. Աղուեն), церковь XIII века, хачкар XIII века и кладбище XVIII—XIX веков.
В 2015 году в селе действовали считающийся властями непризнанной НКР сельсовет, дом культуры, медпункт, 7 детей из села учались в соседнем селе Кёлатаг, после 44-х дневной войны 27 учеников.

## Население
По состоянию на 1989 год большинство население в селе составляли армяне. В 2005 году в селе проживало 176 жителей, в 2015 году — 158 жителей, 46 дворов. После Второй Карабахской войны в село поселились 4 семьи беженцев, всего 22 человека. На 2022 год общая численность населения составляла 162 человека, по словам считающегося властями непризнанной НКР главой общины Эдика Маркосяна.
| Год       | 2005 | 2008 | 2009 | 2010 | 2015 | 2022 |
| --------- | ---- | ---- | ---- | ---- | ---- | ---- |
| Население | 176  | 179  | 167  | 179  | 158  | 162  |